# مالك نيومان
مالك نيومان (21 فبراير 1997 في الولايات المتحدة - ) (بالإنجليزية: Malik Newman)‏ هو لاعب كرة سلة أمريكي في مركز مدافع مسدد الهدف. لعب مع Mississippi State Bulldogs ‏ وكانساس جايهوكس ‏.

## وصلات خارجية
- مالك نيومان على موقع الاتحاد الدولي لكرة السلة (الإنجليزية)
- مالك نيومان على موقع الدوري الأوروبي لكرة السلة (الإنجليزية)
- مالك نيومان على موقع إن بي أي (الإنجليزية)
- مالك نيومان على موقع سبورتس رفرنس (الإنجليزية)
- مالك نيومان على موقع كرة السلة الأوروبية.كوم (الإنجليزية)
- مالك نيومان على موقع كلية كرة السلة في سبورتس رفرنس.كوم (الإنجليزية)
- مالك نيومان على موقع ريلجم (الإنجليزية)
- مالك نيومان على موقع بروبوليرز (الإنجليزية)
- مالك نيومان على موقع سبورتس رفرنس (الإنجليزية)
- مالك نيومان على موقع سبورتس رفرنس (الإنجليزية)